# Babetta 210
Babetta 210 je série mopedů vyvíjených ve společnosti ZVL Považské strojárne k.p. Považská Bystrica a vyráběných v pobočném závodu ZVL v Kolárově (po roce 1986 se pobočný závod osamostatnil a pokračoval ve výrobě mopedů). 

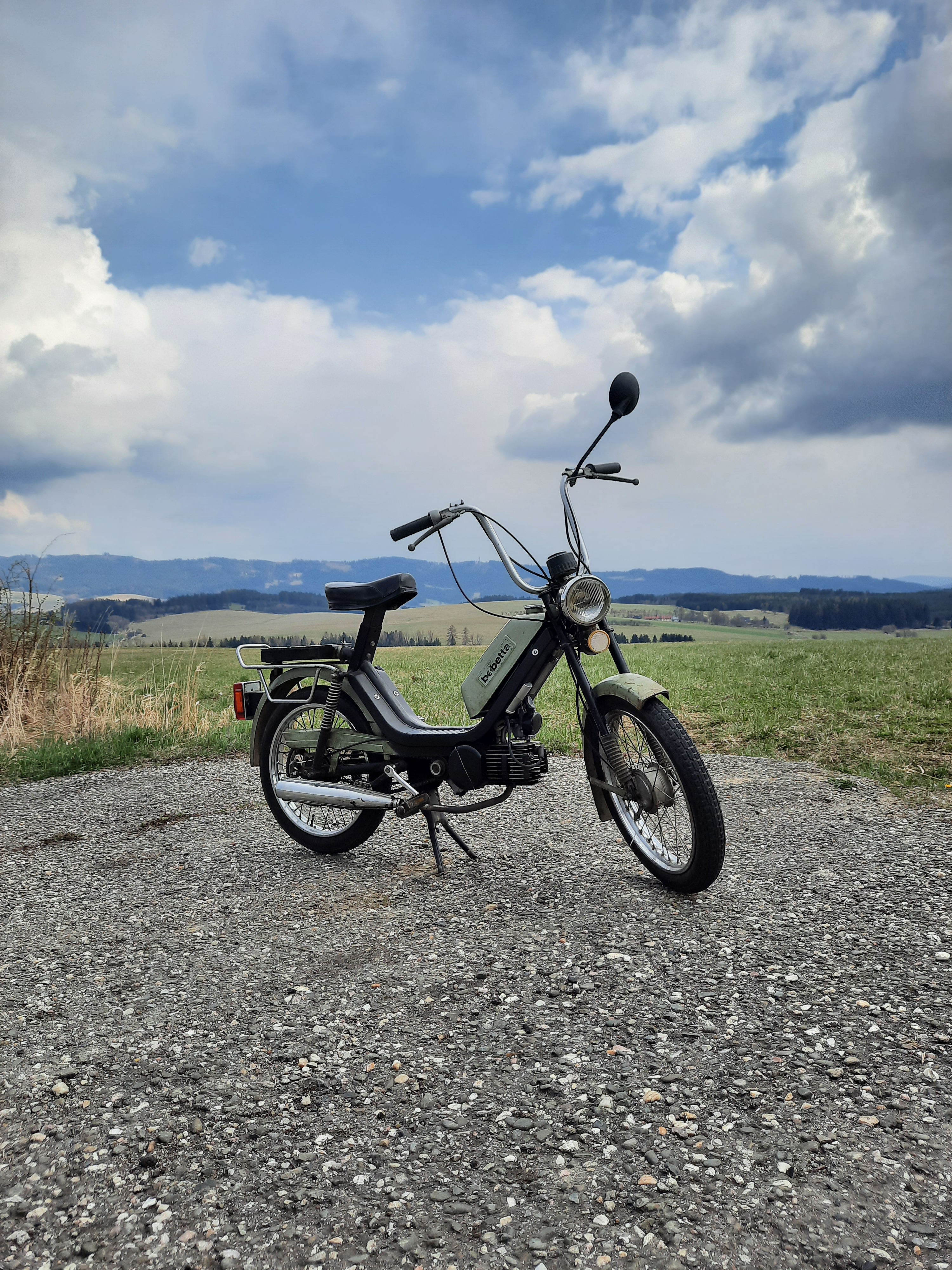
Babetta 210.012, r.v. 1989

Moped Babetta je jednostopé motorové vozidlo, cestovní a rekreační moped určený pro jízdu na zpevněných městských a vesnických komunikacích pro přepravu jedné osoby a malého nákladu. Z obchodních důvodů pro vývoz byly tyto mopedy označeny značkou JAWA (do roku 1990, kdy Motokov již nesměl používat jméno JAWA pro mopedy Babetta).

## Historie
Považské strojárne se výrobou motocyklů zabývaly od roku 1947 (první typ Manet 90) s malou přestávkou v letech 1951–1953. Od roku 1955 se výroba motocyklů stala neodmyslitelnou součástí Považských strojární až do roku 2005 (moped Manet Korado). Považské strojárne vyráběly mnoho různých typů motocyklů s objemy válců od 49 cm³ do 125 cm³. Mopedy do roku 1964 v ČSSR vyráběly podniky Jawa a Velo Stadion Rakovník. Právě kvůli novému typu J-05 z Považských strojární, který měl lepší užitkové vlastnosti a také byl jednodušší na obsluhu byla výroba mopedů zastavena. V roce 1968 se začalo v Považské Bystrici pracovat na novém mopedu, protože se blížila ke konci výroba skútru Tatran S-125. Konstruktéři z Považské Bystrice věděli, že mopedy vyráběné v Česku byly poměrně složité na jízdu a údržbu (spojka+řazení otočnou rukojetí na levé straně a kontaktní zapalování), proto vyvíjeli nový moped s automatickou odstředivou spojkou a moderním bezkontaktním zapalováním. V roce 1970 byl představen typ Babetta 228 (původně 28). Tento typ jako jediný z babett měl velká, 19" kola kvůli hlavnímu odběrateli v Nizozemí. Proslavil se také svým moderním, bezkontaktním zapalováním Tranzimo, díky čemuž byl první moped na světě s bezkontaktním zapalováním. V roce 1973 byl nahrazen novějším modelem Babetta 207 s mnoha vylepšeními, vyráběl se až do roku 1983. Tento typ se od roku 1976 vyráběl pouze v Kolárově, ovšem v Považské Bystrici zůstalo nadále vývojové středisko motocyklů.
Kvůli jednorychlostní automatické převodovce byly Babetty 228 a 207 vhodné na cestování pouze v rovinatějších oblastech. Mopedům do většího stoupání (nad 10%) se muselo pomáhat přišlapávánim jednak kvůli výkonu a také "těžkému převodu" 13/35. Tyto problémy překonal nový typ, Babetta 210 s automatickou dvourychlostní převodovkou. Tento nový typ získal oproti předchozím typům větší výkon o 0,25 kW díky změně kanálů ve válci a také změně spalovacího prostoru a také díky většímu výkonu a dvoustupňové převodovce mohl zvládat kopce s 15% větším stoupáním. Zcela nový byl design, rám, motor a také sekundární převod, který byl "lehčí" 13/51. Pro holandské trhy se nadále vyráběl jednorychlostní typ M-215, ovšem s designem a motorem typu M-210, převodový poměr byl nastaven jako druhá rychlost M-210. Výroba těchto typů od začátku probíhala v Kolárově. Typ M-210 se vyráběl až do roku 1999, kdy zanikla společnost Babetta a.s. a Mopedy s.r.o.
V roce 1986 se kolárovský závod osamostatnil od Považských strojární. Považské strojárne předaly ZVL Kolárovo veškerou dokumentaci potřebnou pro vývoj a výrobu mopedů. V Považské Bystrici se vyráběly letecké proudové motory pro letadla L-39 Albatros a také motory JAWA 20 jako náhradní díl a také pro vývoz do Polska (pohonná jednotka Romet Ogar 200).
V roce 1986 ZVL Kolárovo představilo mokik Babetta 225, který měl stejný design, výkon i stejnou spojku a převodovku jako typ M-210, pouze chyběly pedály a startovalo se startovací pákou. Další odlišností byla nová přední vidlice.
Po roce 1989 se ZVL Kolárovo přejmenovalo na ZMV Kolárovo (Závody motocyklovej výroby Kolárovo) a pokračovalo ve výrobě mopedů, od roku 1990 pouze pod názvem Babetta . Později byl podnik privatizován na Babetta a.s. a dceřiná společnost Mopedy s.r.o. pokračovala ve výrobě mopedů (Babetta 134 Hooper, Babetta 193 Sting, MS Steward) až do konkurzu v roce 1999.
V Kolárově na pozůstatcích sídlí firma STING 2000, s.r.o. Kolárovo, která se zabývá obráběním a barvením kovů, v minulosti vyráběla také náhradní díly pro Babetty.

## Technické údaje
- Typ motoru:[7] jednoválcový, dvoudobý, vzduchem chlazený
- Objem válce: 49 cm³
- Vrtání x zdvih: 39 x 41 mm
- Výkon: 1,75 kW při 5000 ot/min. ± 8%
- Spojky: automatické, suché, odstředivé
- Převodovka: dvoustupňová automatická
- Pneumatiky: 2 1/4 –16
- Hmotnost vozidla: 51 kg ± 2%
- Nosnost: 134 kg ± 2%
- Rychlost trvalá: 35 km/h
- Rychlost maximální: 40 km/h ± 5%
- Maximální stoupavost: 25%
- Hlučnost: 70 dB
- Magneto

## Typy

### Řada 210.0xx

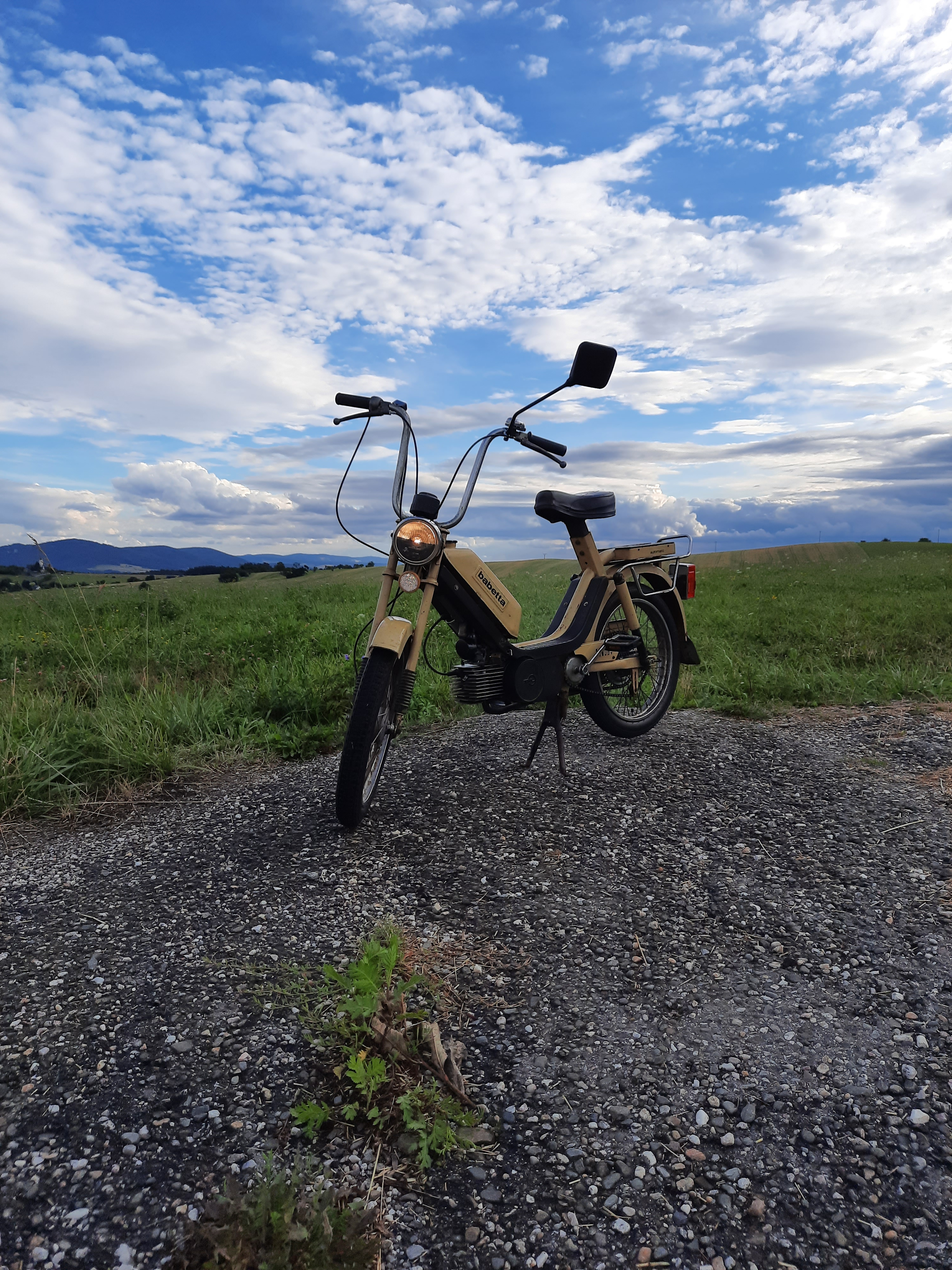
Babetta 210.000

- Babetta 210.000 – základní typ, zapalování 6V 20W pouze pro napájení světel, zvonek
- Babetta 210.008
- Babetta 210.012 – metalíza, rám vždy v černé barvě, více chromovaných prvků, zapalování 6V 20+10W pro světla a klakson
- Babetta 210.021
- Babetta 210.025
- Babetta 210.041
- Babetta 210.071
- Babetta 210 LUX
- Babetta 210 Mini

### Řada 210.1xx
- Babetta 210.100
- Babetta 210.121
- Babetta 210.121L
- Babetta 210.122
- Babetta 210.123